# Pratap Singh
Pratap Singh (Jodhpur, 22 ottobre 1845 – Jodhpur, 4 settembre 1922) fu maharaja di Idar dal 1902 al 1911 e per più di quarant'anni reggente del trono di Jodhpur per i suoi nipoti e pronipoti.

## Biografia

### I primi anni e il regno
Singh nacque il 22 ottobre 1845, figlio terzogenito del maharaja Takht Singh di Jodhpur (1819-13 febbraio 1873) e della sua prima moglie, Gulab Kunwarji Maji. Educato privatamente, poco si sa degli anni della sua giovinezza sino al 1878 quando prestò servizio come primo ministro dello stato di Jodhpur dopo la morte del padre nel 1873 e la successione del suo fratello maggiore al trono locale.
Dopo la morte di suo fratello nel 1895, Pratap Singh servì come reggente al quindicenne nipote erede al trono di Jodhpur sino al 1898, e nuovamente per il pronipote dal 1911 al 1918 e poi per un ulteriore discendente dal 1918 alla sua morte nel 1922: in totale servì come reggente per lo stato di Jodhpur per più di quarant'anni. Nel frattempo, nel 1902, aveva ottenuto il trono dello stato di Idar che cedette dopo alcuni anni di governo nel 1911 al figlio adottato (e nipote) per meglio dedicarsi agli affari di famiglia a Jodhpur. Viaggiò molto anche in Europa facendo frequenti visite alla Regina Vittoria ed alla sua famiglia e divenendo aiutante di campo del re Edoardo VII dal 1887 al 1910. Egli divenne particolarmente amico col figlio di questi, il futuro re Giorgio V del Regno Unito.

### La carriera militare

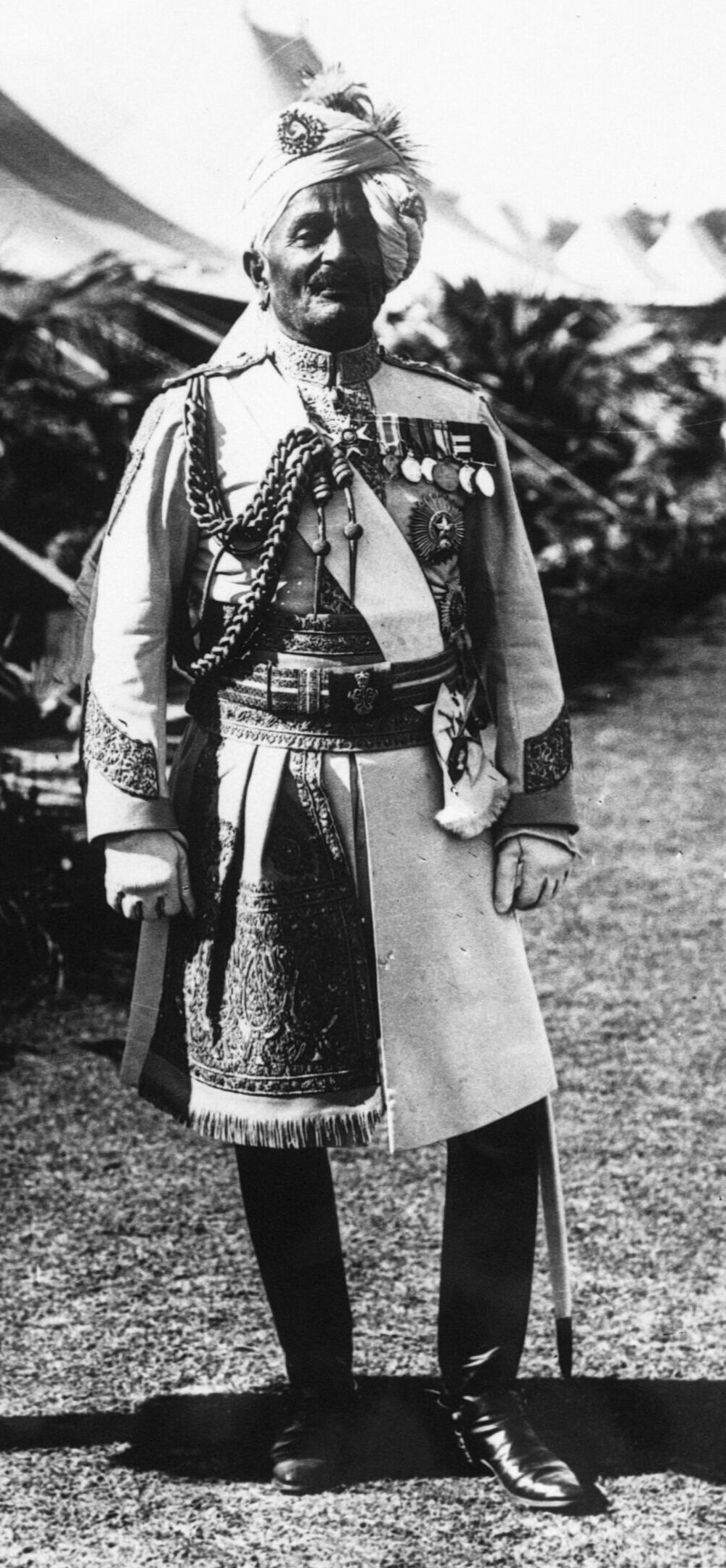
Pratap Singh nel 1914

Parallelamente a quella di governante, Pratap Singh perseguì una carriera militare importante iniziando nel 1878 col servizio a fianco degli inglesi nella Seconda guerra anglo-afghana dove venne menzionato nei dispacci ufficiali. Promosso tenente colonnello nel 1887, prestò servizio sotto il generale Ellis nel 1897 e prese parte alla Campagna di Tirah del 1898 sotto il generale William Lockhart, nella quale venne ferito. Promosso colonnello in quello stesso anno, comandò un contingente di Jodhpur durante la Ribellione dei boxer e venne promosso Cavaliere Commendatore dell'Ordine del Bagno. Sul finire del 1901 accettò l'incarico di comandante onorario degli Imperial Cadet Corps sotto Lord Curzon, e venne promosso maggiore generale nel 1902. Pur essendo un uomo di settant'anni, Pratap comandò i suoi reggimenti eroicamente nel corso della prima guerra mondiale in Francia e nelle Fiandre nel 1914-1915 ed in Palestina (ad Haifa e ad Aleppo), venendo promosso tenente generale nel 1916.

### Gli ultimi anni
Tornato ad amministrare lo stato di Jodhpur, nel 1911 Pratap abdicò al trono di Idar in favore del suo figlio adottivo e nipote, Daulat Singh.
Morì il 4 settembre 1922.

## Onorificenze

### Posizioni militari onorarie
| Forza militare      | Unità    | Posizione        | Anno |
| ------------------- | -------- | ---------------- | ---- |
| British Indian Army | Esercito | Tenente generale | 1916 |